# Aston Webb
Aston Webb, född 22 maj 1849 i London, död 21 augusti 1930, var en engelsk arkitekt verksam i slutet av 1800-talet och i början av 1900-talet. Han var ordförande för Royal Academy 1919–1924.
Han var son till akvarellmålaren Edward Webb (som tidigare varit elev hos landskapsarkitekten  David Cox), och fick sin första arkitekturkunskaper hos firman Banks and Barry mellan 1866 och 1871. Han reste sedan omkring i Europa och Asien i ett år, och då han återvände till London 1874 öppnade han sitt eget företag. 
1883 gick han med i Royal Institute of British Architects och inledde samarbetet med Ingress Bell (1836–1914). Deras första stora uppdrag var det vinnande bidraget för Victoria Law Courts i Birmingham (1886), det första av åtskilliga offentliga byggnadsverk som paret skapade under de kommande 23 åren. I slutet av sin karriär assisterades han av sina söner Maurice och Philip. Ralph Knott, som ritade Londons County Hall, började arbeta som lärling hos Webb och utförde ritningarna för hans tävlingsbidrag. 
Webb var ordförande för RIBA (1902–1904) och efter att ha valts till fullvärdig medlem av Royal Academy 1903, tjänade han som ordförande från  1919 till 1924. Han adlades 1904, och fick Royal Gold Medal för arkitektur 1905 och var den första mottagaren av American Institute of Architects guldmedalj 1907.

## Verk

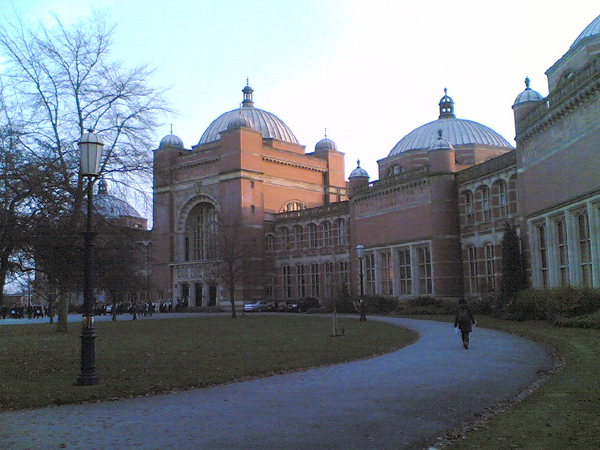
Huvudbyggnaden till Chancellor's Court vid University of Birmingham, ritades av Webb och Ingress Bell och uppkallades efter Aston Webb.

En av hans tidigaste verk var åt Six Masters på Royal Grammar School Worcester 1877. Dessa fattighus är i Arts and Crafts-stil och skiljer sig från hans senare verk.
I London, är Webbs mest välkända verk Victoria Memorial, The Mall fram emot Buckingham Palace, vars huvudfasad han gjorde om 1912. Han ritade även entréfasaden till Victoria and Albert Museum (1891), Royal United Services Institute, Whitehall (1893–1895) och – som en del i arbetet med The Mall – Admiralty Arch (1908–1909). Han ritade även Britannia Royal Naval College, Devon, där officerare för den kungliga flottan fortfarande utbildas. 
Han skapade även Christ's Hospital i Horsham, Sussex (1893–1902), Imperial College of Science, South Kensington (1900–1906), King's College, Cambridge (1908),  Royal School of Mines, South Kensington (1909–1913) och Royal Russell School, Coombe, Croydon, Surrey.
Bostäderna Nr 2 (The Gables) och 4 (Windermere) Blackheath Park, i Blackheath i sydöstra London är även hans verk.
1901 skapade Aston Webb huvudkontoret för ett bryggeri på 115 Tooley Street, London, som nyligen gjordes om till 14 lägenheter kallat "Aston Webb House".  Detta gjordes som ett steg i utvecklingen av More London.